# Ленинградский мост (Челябинск)
Ленинградский мост — автодорожный мост через реку Миасс в Челябинске, один из наиболее узнаваемых мостов города. Является символической границей между Уралом и Сибирью.

## История
Cталежелезобетонный мост через реку Миасс по улице Солнечной (ныне — проспект Победы) был построен в 1953 году, изначально не имел никакого названия. В 1957 году по мосту была проложена трамвайная линия.
8 мая 1999 года мост получил название Ленинградский в память об эвакуированных ленинградцах, которые работали на оборонных предприятиях Челябинска в годы войны. Вместе с этим с юго-западной стороны моста был установлен памятник «Ленинградский мост» в виде триумфальной арки с барельефом Медного всадника.
В 2021–2022 годах мост был реконструирован и расширен с обособлением трамвайных путей, открыт для движения 15 июля 2022 года.

## Галерея

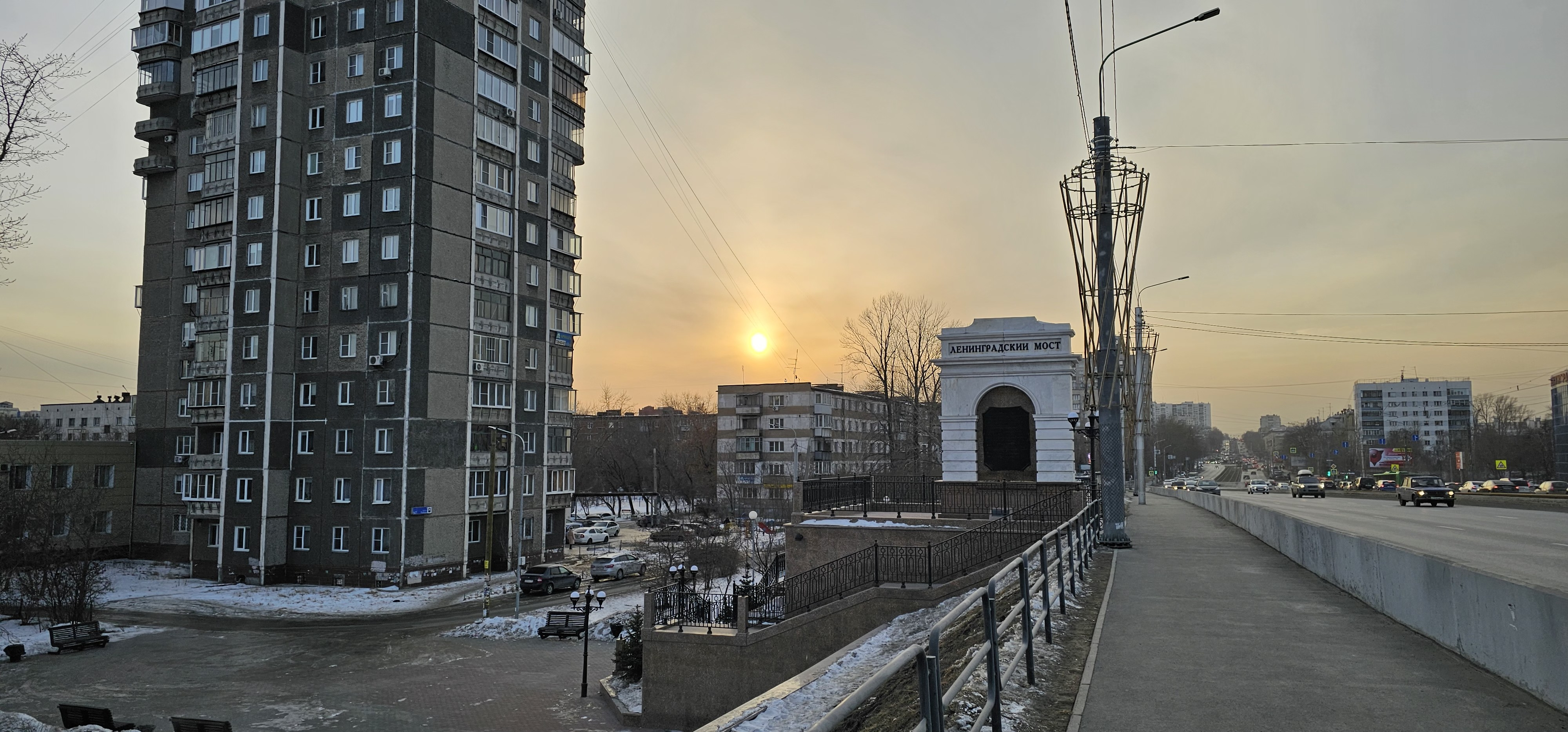
Вид на памятник «Ленинградский мост»
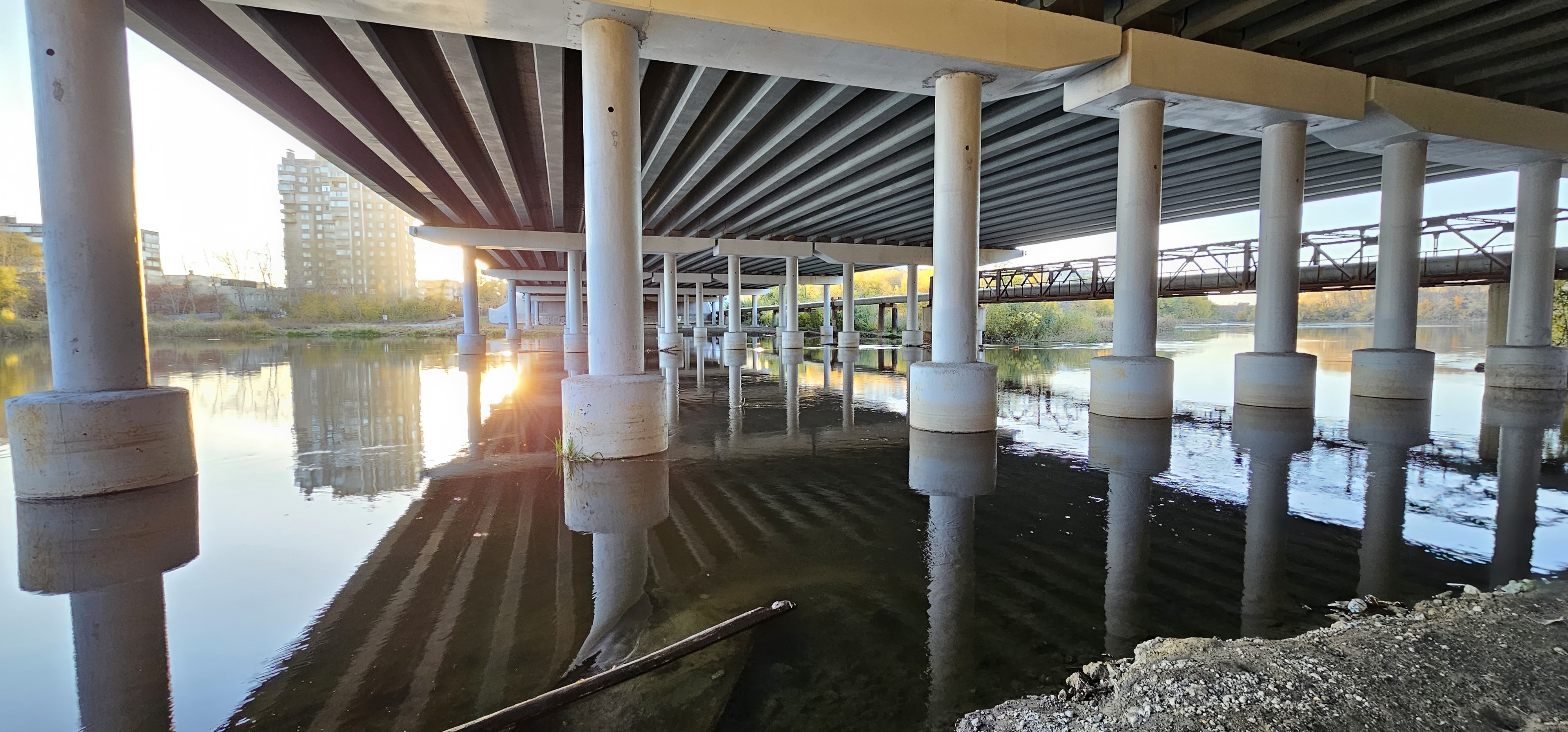
Под мостом
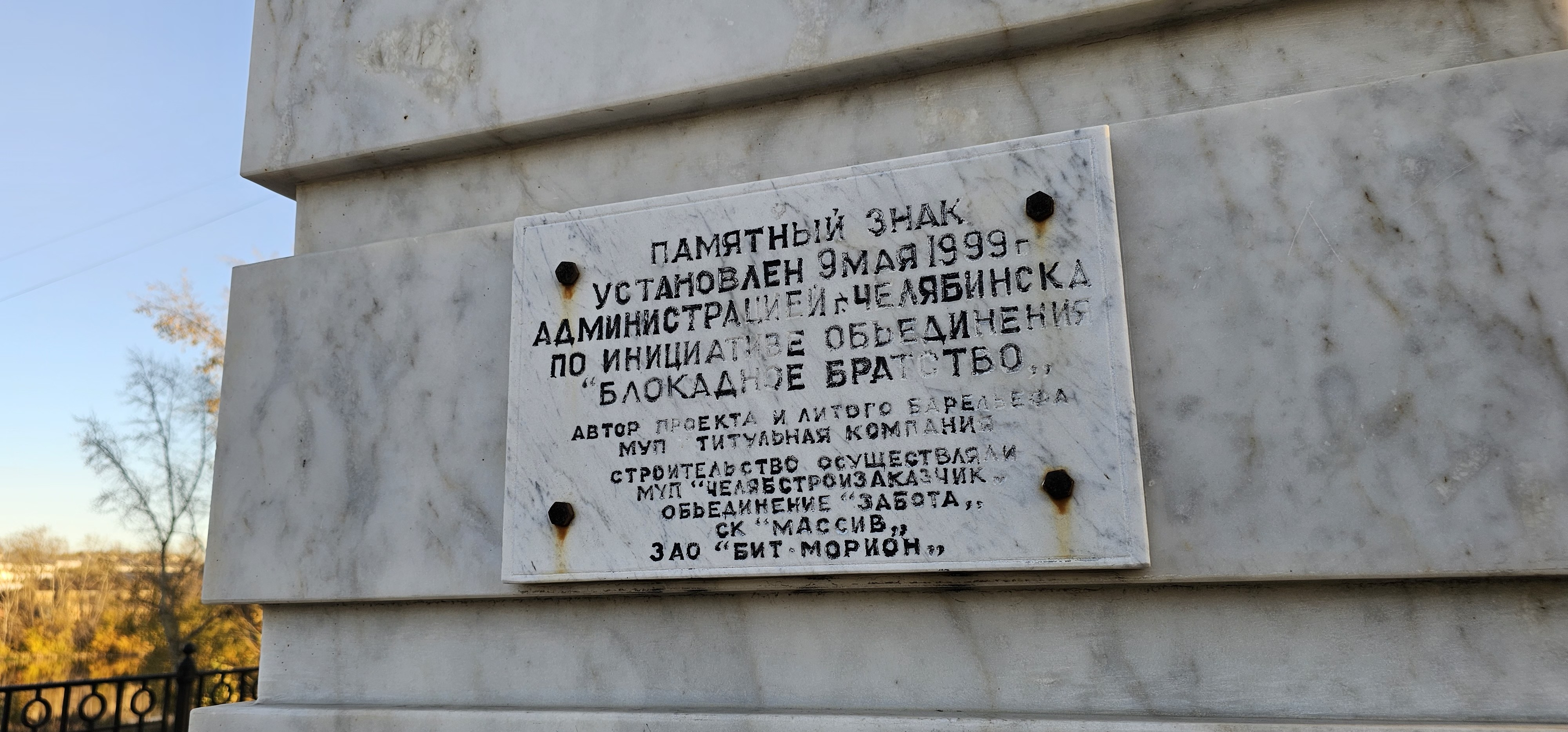
Мемориальная табличка на памятном знаке